# Cindy Lee
Cindy Lee (* im 20. Jahrhundert in Johannesburg in Südafrika) ist eine südafrikanische Filmregisseurin, die 2025 für einen Oscar nominiert ist.

## Biografie
Lee ist die Tochter der inzwischen verstorbenen Casting-Direktorin Moonyeen Lee. Sie besuchte The Diocesan School for Girls (DSG) in Grahamstown, begann dann als Werbetexterin und sammelte erste Erfahrungen bei TBWA Hunt Lascaris. Nachdem sie zahlreiche Preise für Werbetexte gewonnen hatte, wechselte sie zur Regie von Werbespots und zum Langformat. In dieser Zeit schrieb sie auch ein kurzes Drehbuch mit dem Titel Horn über die Schrecken der Nashornwilderei, das einen Preis beim New York Picture Start Film Festival gewann. Ihr Regiedebüt gab Lee in der Fernsehdramaserie Sober Companion. Für diese Arbeit wurde sie für einen SAFTA South African Film and Television Award nominiert. Bei der von Kritikern gefeierten Showmax-Serie The Girl From St. Agnes führte sie Regie bei drei Episoden. Ihre zweite SAFTA-Nominierung als beste Drama-Regisseurin erhielt sie für ihre erste Soloserie Desert Rose, die ebenfalls bei Showmax gestreamt werden kann. Lee war für acht Folgen der Serie verantwortlich.
Lees erster Kurzfilm The Last Ranger erhielt eine Nominierung in der Kategorie „Bester Live-Action-Kurzfilm“ bei den 97. Academy-Awards und konnte zudem auf Festivals eine Reihe von Preisen auf sich vereinen. An dem Film war auch Lees Bruder David S. Lee beteiligt. Im Film geht es um den Schutz von Nashörnern vor Wilderern, die es auf das Horn des Tieres abgesehen haben, eines der inzwischen teuersten illegalen Wildtierprodukte weltweit.
Für ihre Arbeit an der Fernsehserie The Morning After (2024) wurde Lee bei den Venice TV Awards in der Kategorie „Beste Regie“ für einen Preis nominiert.  

## Filmografie (Auswahl)
- 2013: Milo Thanks Mum (Video)
- 2016: Black Mirror (Fernsehserie, Folge S3/E1 Nosedive; Social Media Director)
- 2016: Sober Companion (Fernsehserie)
- 2019: The Girl from St. Agnes (Fernsehserie, 3 Folgen)
- 2020: Vagrant Queen (Fernsehserie, 2 Folgen)
- 2022: Desert Rose (Fernsehserie, 8 Folgen)
- 2023: When the World Stopped (Segment The Last Ranger)
- 2024: The Last Ranger
- 2024: The Morning After (Fernsehserie, 6 Folgen)

## Auszeichnungen (Auswahl)
– wenn nicht anders angegeben, ist die Auszeichnung immer für The Last Ranger –
South African Film and Television Awards 2017/2023
- 2017 Nominiert für SAFTA Golden Horn in der Kategorie „Beste Regieleistung in einem TV-Drama“
für und mit Sober Companion gemeinsam mit Johnny Barbuzano und Sanele Zulu
- 2023 Nominiert für SAFTA Golden Horn in der Kategorie „Beste Regieleistung in einem TV-Drama“ für und mit Desert Rose

LA Independent Women Film Awards 2023
- Gewinner Festival Award October in der Kategorie „Bester erzählender Kurzfilm“ Cindy Lee

Aladerri International Film Festival 2024
- Nominiert für den Aladerri Award in der Kategorie „Bester erzählender Kurzfilm“ Cindy Lee

Cordillera International Film Festival 2024
- Gewinner des Jury Award in der Kategorie „Bestes Kurzfilmdrama“ Will Hawkes, Cindy Lee, David S. Lee, Darwin Shaw

Indy Shorts International Film Festival 2024
- Gewinner des Audience Choice Award in der Kategorie „Beste Erzählung“ Cindy Lee

Pan African Film Festival 2024
- Gewinner in der Kategorie „Bester erzählender Kurzfilm“ Cindy Lee
- Gewinner in der Kategorie „Bester erzählender Kurzfilm“ David S. Lee, Cindy Lee, Will Hawkes, Darwin Shaw

San Diego International Film Festival 2024
- Festival Award „Bester Kurzfilm“ „Heartstrings“ Short Block 2024, gemeinsam mit Buscando Alma / And the Ocean Agreed
- Gewinner Festival Award in der Kategorie „Bester erzählender Kurzfilm“ Will Hawkes, Cindy Lee, Darwin Shaw, David S. Lee

Cleveland International Film Festival 2024
- Gewinner The Clover and Maggie Award: In Celebration of Life David S. Lee, Will Hawkes, Cindy Lee, Darwin Shaw

Academy Awards, USA 2025
- Oscarnominierung für The Last Ranger in der Kategorie „Bester Kurzfilm (Live Action)“ gemeinsam mit Darwin Shaw